# Danièle Dupré
Danièle Dupré (Le Havre, 16 de novembro de 1938 - Le Havre, 24 de novembro de 2013) foi uma cantora francesa. Foi a representante do Luxemburgo no Festival Eurovisão da Canção 1957 com a canção Amours mortes (tant de pein), recebeu oito votos e ficou em quarto lugar.